# Paradidyma recincta
Paradidyma recincta là một loài ruồi trong họ Tachinidae.